# Ilija Petković
Pour les articles homonymes, voir Petkovic.
Ilija Petković, né le 22 septembre 1945 à Knin (Yougoslavie désormais en Croatie) et mort le 27 juin 2020 à Belgrade (Serbie), est un entraîneur et joueur yougoslave puis serbe de football. 
Il fait partie de la sélection yougoslave lors de la Coupe du monde 1974 en Allemagne. En tant qu'entraîneur, Petković mène l'équipe de Serbie-et-Monténégro à sa première et dernière Coupe du monde, puisque le Monténégro est devenu indépendant, la Fédération de Serbie-et-Monténégro de football ayant été dissoute le 28 juin 2006, durant la compétition en Allemagne. 
Dans les années 1960 et 1970, Petković joue presque la totalité de sa carrière en tant que milieu de terrain pour l'OFK Belgrade et pour la Yougoslavie, mais il passe également trois saisons avec le club de Troyes Aube Football en France.

## Biographie

### En club
Ilija Petković quitte Knin à l'âge de 19 ans afin de jouer pour l'OFK Belgrade, la troisième équipe de la ville de Belgrade derrière l'Étoile rouge et le Partizan. Il passe au total 16 saisons avec l'OFK, remportant une fois la Coupe de Yougoslavie. Il joue 417 matchs en faveur de cette équipe et marque 68 buts. 
Selon les règles sportives yougoslaves communistes de l'époque, aucun joueur ne peut évoluer à l'étranger avant d'avoir atteint l'âge de 28 ans. Par conséquent, Petković doit attendre jusqu'en 1973 avant de s'exiler en France. Il restera pendant 3 saisons au Troyes AF. 
Il retourne ensuite à l'OFK, y évoluant jusqu'à sa retraite de joueur, à l'âge de 38 ans en 1983.

### En équipe nationale
Ilija Petković débute avec l'équipe de Yougoslavie le 24 avril 1968 contre la France, un match durant lequel il marque deux buts et où son équipe l'emporte 5 à 1. Petković représente la Yougoslavie lors du Championnat d'Europe de football 1968, où elle atteint la finale, mais perd contre l'Italie. 
Par ailleurs, Petković fait partie de l'effectif yougoslave lors de la Coupe du monde 1974 en Allemagne.

### Carrière d'entraîneur
Après sa retraite en 1983, Ilija Petković devient directeur sportif de l'OFK Belgrade. Il est ensuite entraîneur pour divers clubs dans plusieurs pays du monde, notamment en Chine, en Grèce, en Suisse et au Japon. 
Il est également sélectionneur national yougoslave entre 2000 et 2001 puis sélectionneur de l'équipe de Serbie-et-Monténégro de 2003 à 2006.

### Mort
Ilija Petković meurt le 27 juin 2020 à Belgrade d'une infection au COVID-19.

## Clubs

### Joueur
- -1964 : Dinara Knin  Yougoslavie
- 1964-1973 : OFK Belgrade  Yougoslavie
- 1973-1976 : Troyes AF  France
- 1976-1983 : OFK Belgrade

### Entraîneur
- 1990-fév. 1993 : OFK Belgrade  Yougoslavie
- mars 1993-fév. 1995 : Servette FC  Suisse
- 1996-1998 :  Yougoslavie (assistant)
- 1998-1999 : Avispa Fukuoka  Japon (assistant)
- 1999-2000 : Aris Salonique  Grèce
- juil. 2000-avr. 2001 :  Serbie-et-Monténégro
- 2001-déc. 2001 : Shanghai Shenhua  Chine
- jan. 2002-déc. 2002 : Sichuan Guancheng  Chine
- juil. 2003-juin 2006 :  Serbie-et-Monténégro
- fév. 2009-2010 : Incheon United  Corée du Sud
- 2010-déc. 2010 : Al Ahli SC  Qatar
- 2013-déc. 2013 : Gyeongnam FC  Corée du Sud

## Palmarès de joueur
- 43 sélections et 6 buts en équipe de Yougoslavie entre 1968 et 1974
- Finaliste du Championnat d'Europe de football 1968 avec la Yougoslavie
- Vainqueur de la Coupe de Yougoslavie en 1966 avec l'OFK Belgrade